# 651 (číslo)
Šest set padesát jedna je přirozené číslo. Následuje po čísle šest set padesát a předchází číslu šest set padesát dva. římskými číslicemi se zapisuje DCLI a řeckými číslicemi χνα.

## Matematika
651 je:
- Pětiúhelníkové číslo
- Devítiúhelníkové číslo
- Deficientní číslo
- Složené číslo
- Nešťastné číslo

## Astronomie
- (651) Antikleia je planetka hlavního pásu, kterou objevil v roce 1907 August Kopff

## Roky
- 651
- 651 př. n. l.